# 헌트 (2013년 영화)
《헌트》(영어: Haunt)는 미국에서 제작된 맥 카터 감독의 2013년 초자연 공포 영화이다. 해리슨 길버트슨, 리아나 리버라토, 재키 위버 등이 출연하였고, 빌 블록 등이 제작에 참여하였다.
2013년 11월 6일 필름 소사이어티 오브 링컨 센터에서 초연되었으며 이후 2014년 2월 7일 주문형 비디오(VOD)를 통해 출시되었다.

## 출연
- 해리슨 길버트슨
- 리아나 리버라토
- 재키 위버
- 아이오니 스카이
- 브라이언 위머
- 대니엘 처크런
- 잰 브로버그 펠트
- 재러드 필립스
- 서배스천 마이클 바
- 카시아 코왈직

## 기타 제작진
- 미술: 자일스 매스터스
- 배역: 존 팹시데라